# Gastro-enterologie
Gastro-enterologie, ook wel gastrologie is de wetenschap die zich bezighoudt met ziekten van het maag-darmstelsel. De term is afgeleid van het Griekse 'gastèr' (γαστηρ) dat 'maag' betekent en 'enteron' (εντερον) dat 'darm' betekent.
Een gastro-enteroloog wordt ook wel een maag-darm-leverarts of mdl-arts genoemd. Een gastro-enteroloog behandelt uiteenlopende ziekten, zoals ontstekingen (onder andere ziekte van Crohn, hepatitis), tumoren en galstenen.

## Opleiding
Gastro-enterologie was vroeger een superspecialisatie van interne geneeskunde. Later werd het een zelfstandig specialisme met een eigen opleiding.